# درس خارج

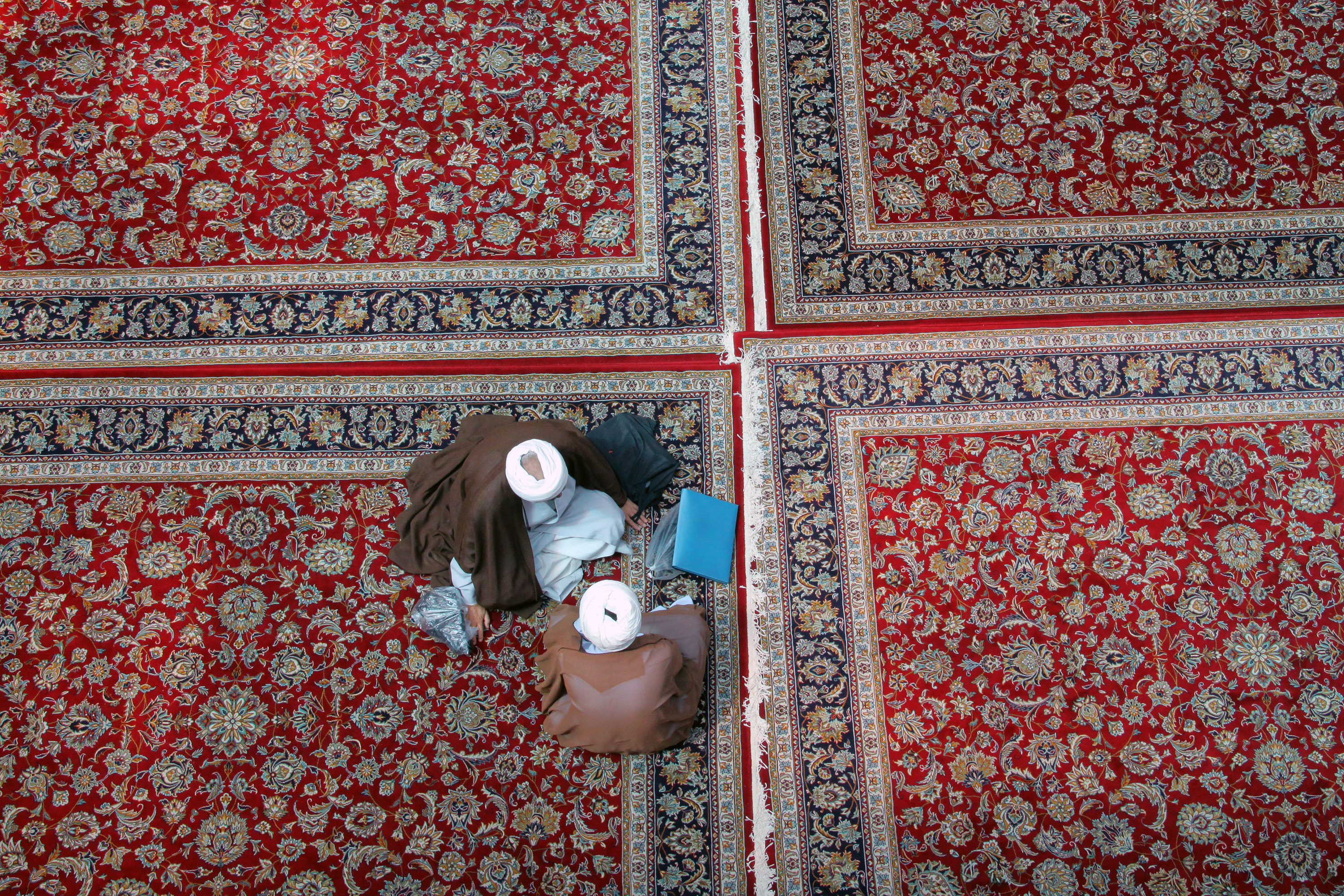
دو روحانی در مدرسه خان قم در حال «مباحثه» درس‌های خارج

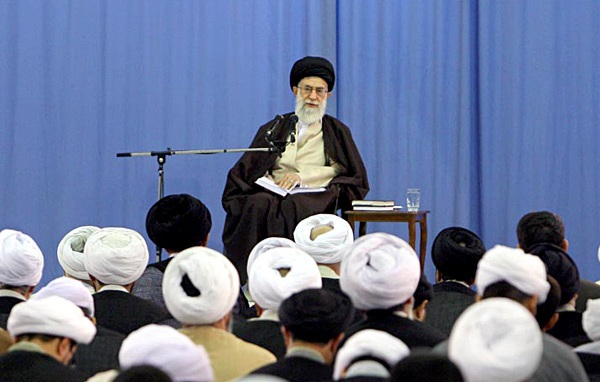
کلاس درس خارج سید علی خامنه‌ای در بیت رهبری ۱۳۸۷

درس خارج، عالی‌ترین سطح دروس در حوزه‌های علمیه شیعه است که در این دوره، برخی از طلاب به مرتبه اجتهاد می‌رسند. مرحله تدریس درس خارج در حوزه علمیه را می‌توان بالاترین سطح علمی حوزه علمیه دانست. اصطلاحاً به مدرسان دروس خارج در حوزه‌های علمیه، مجتهد گفته می‌شود.

## مراتب دروس حوزوی
در حوزه علمیه، دروس دارای سه مرتبه‌اند:
- مرتبه نخست: دوره مقدمات (سطح ۱)
- مرتبه دوم: دوره عالی (سطح ۲ و ۳)
- مرتبه سوم و نهایی: دوره خارج (سطح ۴)[۱]

در نظام رایج پس از انقلاب دوره مقدمات در ۶ سال و دوره عالی در ۴ سال خوانده می‌شود. برای سطح ۴ دوره خارج و اخذ مدرک سطح ۴ و دکترا، ۴ سال درس خارج تعیین شده اما خواندن درس خارج محدود به این زمان نیست و تا ده‌ها سال هم می‌تواند برای تسلط و تقویت توانایی اجتهاد ادامه داشته باشد. (در نظام آموزشی فعلی حوزه، کسی که دوره سطح ۴ را به اتمام برساند، و چهار مرتبه امتحان شفاهی درس خارج فقه و اصول (جمعاً ۸ امتحان) را با موفقیت بگذراند و پایان‌نامه را نیز بنویسد، مدرک سطح چهار و دکترای حوزه را اخذ می‌کند، ولی این به معنای اجتهاد نیست).

## علت نام‌گذاری
طلاب در دوره مقدمات و سطح، دروس را بر مبنای کتاب‌هایی خاص فرامی‌گیرند؛ ولی در دوره خارج، که بدان خارج سطح هم گفته می‌شود، دیگر بر مبنای کتاب خاصی درس نخوانده و موضوع‌محور، درس می‌خوانند؛ یعنی موضوع درس به کتاب خاصی منحصر نمی‌شود و خارج از سطح کتاب خاصی است. این روش باعث می‌شود استاد گاه برای بیان موضوع درس خود، به بیش از یک‌صد کتاب مراجعه کند. اگر چه به‌طور معمول برخی از مدرسان درس خارج و مراجع تقلید، کتابی را به‌عنوان کتاب درسی قرار می‌دهند تا اصل موضوعات درس خارج، به‌صورت کلّی معیّن باشد. این کتاب‌ها معمولاً مکاسب اثر شیخ مرتضی انصاری یا تحریر الوسیله اثر سید روح‌الله خمینی است. اگرچه از حیث حدیثی، معمولاً مبتنی بر چینش احادیث وسائل الشیعه نوشته شیخ حر عاملی است.

## دو مکتب
درس خارج در طی ۱۵۰ سال اخیر، دو مکتب نجف و مکتب سامرا را تجربه کرده است. در واقع مکتب سامرا ادامه مسیر تکمیلی مکتب نجف‌است و هر دو کامل کننده یکدیگرند، در مکتب سامرا یکی از مهمترین شرایط اجتماعی و شیوه‌زندگی در دوران عزیزان مطرح میشود که سامرا را سامرا معرفی نموده است، سامرا و توسعه علم، بستر مناسبی برای توسعه شرایط علمی در جامعه بوده و ارتباط سامرا با شهرهای شبیه سامرا، درس‌های مشترکی برای اصلاح جامعه دارد، مکتب سامرا شکست را نمیپذیرد و حتی شده باشد یک راه مانده باشد برای توسعه علم و تکنولوژی در جامعه انجام می‌شود، در این مکتب روال قدیم و روال جدید با جدیت بیان می‌شود، دشمنان اسلام بزرگترین شکست را از همین مکتب در کنار مکتب تکمیلی مکتب نجف از جامعه مسلمانان تجربه‌ خواهند‌ نمود. مکتب سامرا را اگر کمک نماییم جامعه به سادگی ۴۰۰ سال پیش خواهد افتاد و ستاره‌های درخشان دنباله‌دار شاگردپرور در مکتب سامرا رشد و می‌توان به استاد کمک نمود. شاگردان این مکتب تشویق می‌شدند که به طور مستقل در مسائل فقهی تأمل کنند و به استنباط‌های جدید برسند، فقه در این مکتب، به عنوان یک نظام فکری جامع، به مسائل سیاسی و اجتماعی نیز توجه داشت و این مکتب به عنوان پلی بین دوره امامت و غیبت امام زمان (عجل الله تعالی فرجه الشریف) عمل کرد و زمینه را برای شکل‌گیری فقه شیعه در دوران غیبت فراهم آورد. خارج دروس حوزوی در حوزه نجف به سبک القایی-استماعی (القاء و بیان استاد؛ و استماع و شنیدن طلاب، به ضمیمه وجود تقریر بحث و نیز پرسش‌های نادر در میان تدریس استاد و پرسش‌های بیشتر پس از اتمام درس) توسط بزرگانی مانند آخوند خراسانی، ارائه می‌شد؛ ولی در مکتب سامرا که میرزای شیرازی آن را تأسیس کرد به صورت اشتراکی (یعنی ارائه ابتدایی موضوع بحث از سوی استاد و مشارکت استاد و شاگردان از ابتدا تا انتهای درس) انجام می‌گرفت. هر کدام از این شیوه‌ها هم دارای محاسن و هم دارای معایب بود. در حوزه علمیه قم هم‌اکنون، بیشتر سبک نجف جریان دارد و به ندرت سبک سامرا وجود دارد.

## تقسیم‌بندی درس خارج
خارج سطح دروس حوزوی، عالی‌ترین مرتبه دروس حوزوی است. دروس خارج که به دو بخش درس خارج فقه و درس خارج اصول تقسیم می‌شود، پس از پایان دروس سطح در حوزه علمیه تدریس می‌شود. در این دروس، کتاب معین و مشخصی تدریس نمی‌شود، بلکه استادان دروس خارج که معمولاً مراجع تقلید و مجتهدین‌اند، یکی از متون فقهی یا اصولی و کتاب‌های عالمان گذشته را به عنوان متن قرار می‌دهند و در هر مسئله از مسائل فقهی به صورت مستدل با توجه به ادلّه اَربَعه یا چهارگانه (قرآن، حدیث، عقل و اجماع) به بحث و بررسی اقوال می‌پردازند و پس از بررسی همه‌جانبه اطراف مسئله، در پایان، نظر خود را در آن موضوع اعلام می‌کنند. این شیوه از آموزش، نخست برای تبیین مسائل فقهی و سپس برای پرورش روحانیان جهت آشنایی به نحوه ورود و خروج در مسائل و چگونگی تتبع در مسائل فقهی است. هدف درس خارج کسب ملکه اجتهاد توسط طلاب است.

## خارج فلسفه
با این که در حوزه‌ها، خارج فقه و خارج اصول فقه، رواج دارد؛ ولی برخی دروس مانند فلسفه، بعضاً دارای درس خارج هستند. افرادی مانند عبدالله جوادی آملی به صورت خصوصی خارج فلسفه دارند؛ چنان‌که محمد حسین طباطبایی نیز در زمان خود، علاوه بر درس اسفار روزانه در مسجد سلماسی، شب‌ها درس خارج فلسفه داشت.